# Chili's
Chili's ou Chili's Bar & Grill é uma cadeia de restaurantes dos Estados Unidos, fundada em 1975 em Dallas, no estado do Texas, por Larry Lavine.
Os menus dos restaurantes da cadeia apresentam pratos da culinária dos Estados Unidos, em particular da vertente tex-mex, de base texana e influência mexicana.
Atualmente, a cadeia Chili's é propriedade da empresa Brinker International, contando com mais de 1400 restaurantes, num total de 28 países, e com mais de 10 000 colaboradores.
Os restaurantes Chili's podem ser encontrados em locais variados, tais como centros comerciais, centros urbanos, aeroportos, bases militares e inclusivamente num barco fluvial no Egito.
Em Portugal, a cadeia contava com um restaurante em Lisboa, mais concretamente em Telheiras.
O restaurante Chili's estava a ser gerido pelo grupo Jerónimo Martins que decidiu encerrá-lo a 30 de Dezembro de 2012 mesmo após o descontentamento dos seus clientes
No Brasil, o Chili's já teve uma unidade em São Paulo, mais especificamente no distrito de Moema, aberta em 2011. Os restaurantes eram administrados pela agora-extinta holding BTTO Group, que tinha como os seus sócios a dupla de cantores Chitãozinho & Xororó.  O plano era abrir 5 unidades em 5 anos na região Sudeste, mas a primeira unidade foi fechada 2 anos depois, em 2013.